# Arlynda Corners
Arlynda Corners es un área no incorporada ubicada en el condado de Humboldt en el estado estadounidense de California.

## Geografía
Arlynda Corners se encuentra ubicada en las coordenadas 40°35′42″N 124°15′18″O / 40.59500, -124.25500.